# Brescia (provins)
Brescia är en provins i den italienska regionen Lombardiet. Provinsen bildades när Kungariket Sardinien genom freden i freden i Zürich 1859 erhöll Lombardiet upp till floden Mincio från Kungariket Lombardiet-Venetien som tillhörde Kejsardömet Österrike. Provinsen är Italiens största och Brescia är dess huvudort. Gardasjön (Lago di Garda) bildar gräns mot provinsen Verona, och Iseosjön mot provinsen Bergamo. Mindre orter i provinsen är Boario, Castenedolo och Iseo.

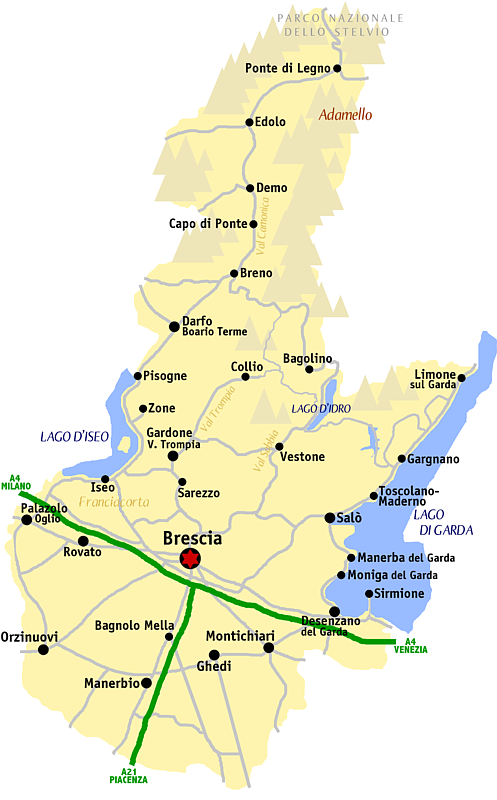
Karta över provinsen

## Världsarv i provinsen
- Hällmålningar i Val Camonica, Brescia, världsarv sedan 1979.

## Administration
Provinsen Brescia är indelad i 205 comuni (kommuner). Alla kommuner finns i lista över kommuner i provinsen Brescia.
| Datum         | Ny kommun | Kommuner som upphörde |
| ------------- | --------- | --------------------- |
| 23 april 2016 | Bienno    | Prestine uppgick i    |